# Bergland von Guayana

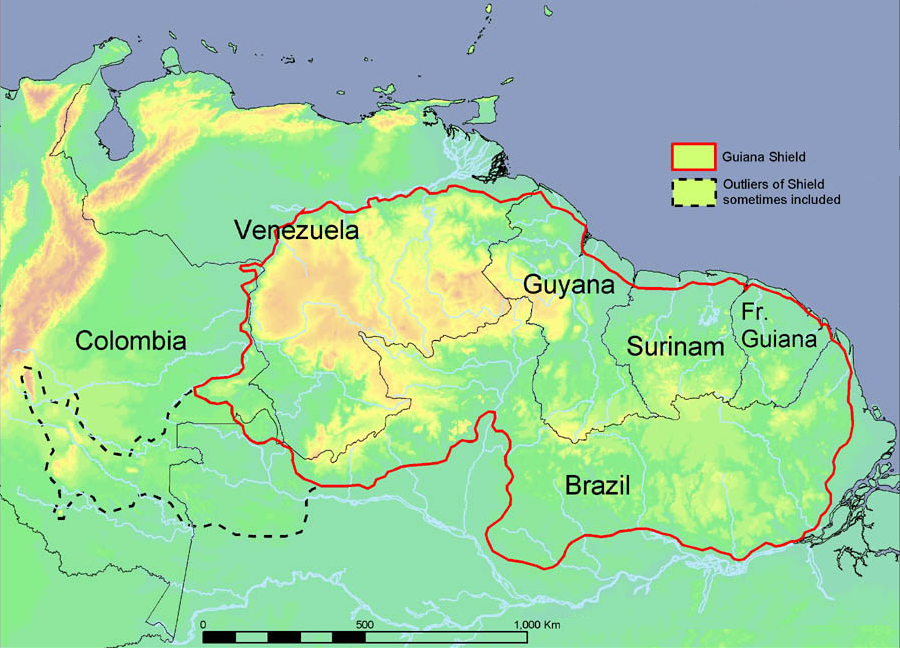
Rot umkreist das Bergland von Guayana

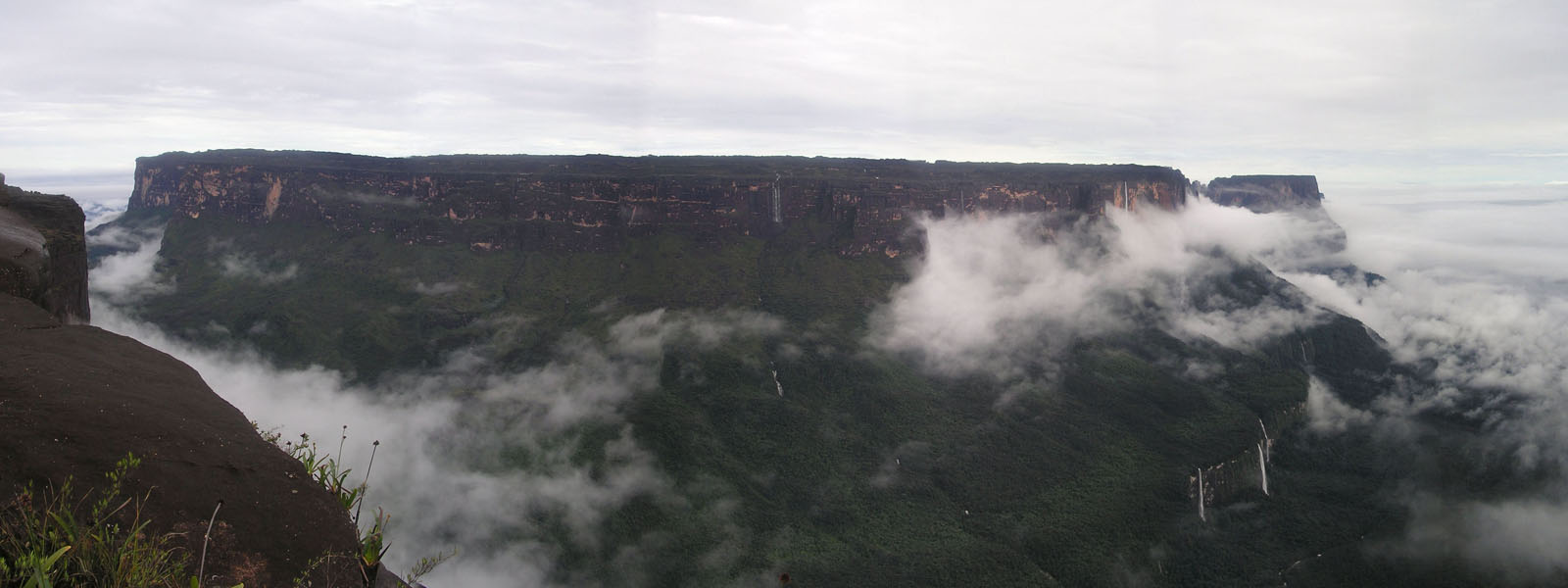
Der Kukenan vom Roraima gesehen

Das Bergland von Guayana erhebt sich hinter der fruchtbaren, sumpfigen und schmalen Küstenniederung des nördlichen Südamerikas am Nordrand des Amazonasbeckens bis zum Roraima-Tepui (2810 m) in dem als Gran Sabana bezeichneten Hochland im Nordosten des Berglandes und zum höchsten Punkt mit dem Pico da Neblina (2994 m) im Südwesten.

## Geologie und Geographie
Das Hochland von Guayana, auch Guayana-Schild genannt, ist mit etwa 1,7 Milliarden Jahren eine sehr alte geologische Struktureinheit. Es ist überwiegend durch Quarzite, Sandsteine, Arkosesandsteine, Konglomerate und Tuffe aus dem Präkambrium gekennzeichnet, das von Lagergängen und Dykes durchdrungen ist. Die Roraima-Supergruppe bildet dabei die bedeutendste lithofazielle Struktureinheit.
Das Gebiet ist durch mächtige Tafelberge charakterisiert, auch Tepuis genannt, deren Hochplateaus auf Grund ihrer klimatischen Isolation vom Regenwald eine endemische Tier- und Pflanzenwelt aufweisen. Von einigen Tafelbergen stürzen die höchsten Wasserfälle der Welt in den tropischen Regenwald herab, wie zum Beispiel der Salto Ángel und der Salto Kukenan. Das Hochland endet absteigend am Rio Negro und am Amazonas.
Überzogen wird das Bergland von Savannen und Graslandschaften und das Tiefland von Ausläufern des Amazonaswaldes, der als das größte und artenreichste Landökosystem der Erde angesehen wird. 
Im Guayana-Gebiet werden Diamanten, Gold und Phosphate abgebaut, im Wald Edelhölzer – häufig ohne jegliche Kontrolle und illegal – gewonnen. Die Steppen sind ideal für den Anbau von Reis, Baumwolle, Kakao, Zuckerrohr, Bananen, Kokospalmen, Kaffee, Kautschuk.

## Staatliche Zuordnung
Der westliche Teil Guayanas gehört politisch zu Venezuela. Ein großer Teil ist durch den Nationalpark Canaima geschützt, der von der UNESCO zum Weltnaturerbe ernannt wurde. Der Süden Guayanas gehört zu Brasilien, den Hauptteil teilen sich die beiden Staaten Guyana (früher Britisch-Guayana) und Suriname (früher Niederländisch-Guayana) sowie Französisch-Guayana, ein französisches Übersee-Département. Die drei Guayanas waren bis in die 1960er Jahre die letzten europäischen Kolonien auf dem südamerikanischen Festland.